# Карл Андре
Карл Андре (нім. Carl André; 24 травня 1894, лицарська миза Фрайсміссен біля Бломберга — 22 січня 1985, Бюккебург) — німецький воєначальник, генерал-майор вермахту. Кавалер Німецького хреста в золоті.

## Біографія
20 червня 1912 року вступив в Прусську армію. Учасник Першої світової війни. Після демобілізації армії залишений в рейхсвері. З 15 жовтня 1935 року — командир щойно сформованого 1-го кулеметного батальйону, з 6 лютого 1940 по 24 квітня 1943 року — 521-го піхотного полку 296-ї піхотної дивізії. З 25 квітня по 13 липня 1943 року пройшов курс командира дивізії, з 13 липня по 14 вересня виконував обов'язки командира 206-ї піхотної дивізії. З 2 жовтня по 30 листопада 1943 року — командир 7-ї піхотної дивізії. З 20 грудня 1943 року — комендант фортеці Берген. 8 травня 1945 року взятий в полон британськими військами. 17 травня 1948 року звільнений.

## Нагороди
- Залізний хрест 2-го і 1-го класу
- Ганзейський Хрест (Гамбург)
- Хрест «За військові заслуги» (Брауншвейг) 2-го і 1-го класу
- Хрест «За військові заслуги» (Ліппе)
- Хрест «За вірну службу» (Шаумбург-Ліппе)
- Нагрудний знак «За поранення» в чорному
- Королівський орден дому Гогенцоллернів, лицарський хрест з мечами (9 жовтня 1918)
- Почесний хрест ветерана війни з мечами
- Медаль «За вислугу років у Вермахті» 4-го, 3-го, 2-го і 1-го класу (25 років)
- Застібка до Залізного хреста 2-го і 1-го класу
- Медаль «За Атлантичний вал»
- Штурмовий піхотний знак в сріблі
- Медаль «За зимову кампанію на Сході 1941/42»
- Німецький хрест в золоті (8 серпня 1942)